# 정성하
정성하(1996년 9월 2일~)는 대한민국의 핑거스타일 기타리스트이다.
정성하가 어린 시절부터 기타 수업을 받은 것은 아니다. 그가 기타를 잡게 된 것은 평소 음악을 좋아하는 아버지 영향이 크다고 했다. 3살 무렵 아버지가 기타를 칠 때 옆에서 장난감 기타로 흉내를 내곤 했으며, 초등학교 3학년 때에는 돈을 모아 진짜 기타를 가지기도 했다. 또한 초등학교 3학년 때 컴퓨터에 심취한 아들의 관심을 돌리기 위해 정성하의 아버지가 컴퓨터 마우스 대신 기타 피크를 쥐여준 것이 기타를 잡게 된 계기라고 한다. 처음에는 클래식기타로 시작했지만 이후 핑거스타일로 눈을 돌렸다.

## 유튜브
유튜브에 정성하의 기타 연주 동영상이 올라온건 2006년 오시오 코타로의 곡인 ‘스플래시’로 시작했다. 유튜브에 정성하의 연주 동영상을 올린 건 아버지였는데, 동영상을 유튜브에 올리는 사람이 하나둘씩 생겨날 무렵이었고, 때마침 정성하가 연주한 영상을 게재해보고 싶다 여겼다 밝혔다. 이후 여러 가지 기타 연주를 유튜브에 올리면서 기타 신동’이라는 별명이 붙기도 했다. 유튜브 코리아는 2010년 2월 16일 기준으로 유튜브 동영상 조회수가 1억 1000만건을 넘어섰다고 밝혔다. 또한 제이슨 므라즈의 I'm Yours라는 곡을 치고 유튜브에 올린 후 제임스 므라즈가 그 영상에 반해 정성하와 같이 공연을 하기도 하였다. 2024년 9월 현재 구독자 수는 718만 명을 넘어섰다.

## 음반 목록
- 《Perfect Blue》 (2010년)
- 《Irony》 (2011년)
- 《The Duet》 (2012년)
- 《Paint It Acoustic》 (2013년)
- 《Monologue》 (2014년)
- 《Two Of Me》 (2015년)
- 《L'Atelier》 (2016년)
- 《Mixtape》 (2017년)
- 《RISE》(2022년)

## 작품 목록

### 영화
| 연도 | 제목          | 역할 | 출처  |
| ---- | ------------- | ---- | ----- |
| 2011 | 수상한 고객들 | 안혁 | [ 8 ] |

## 수상경력
다음은 대한민국의 기타연주자 정성하의 수상 및 후보 목록이다.
| 연도 | 이름               | 부문                               | 결과 | 출처   |
| ---- | ------------------ | ---------------------------------- | ---- | ------ |
| 2010 | 영 아티스트 어워드 | Outstanding International Instrume | 수상 | [ 9 ]  |
| 2013 | 빌보드             | Uncharted                          | 3위  | [ 10 ] |
| 2013 | 대한민국인재상     | 고교부문                           | 수상 | [ 11 ] |